# Mihail Ghica
Mihail D. Ghica cunoscut și ca Mihalache Ghica (n. 1794 – d. 1850) a fost amator de literatură și pictură, arheolog, colecționar de obiecte de artă și antichități, numismat, din 1842 membru al Societății de istorie și Arheologie din Odesa și fondatorul Muzeului Național din București. A fost numit de fratele său Grigore al IV-lea Ghica în funcția de mare vistier, în locul lui Barbu Văcărescu, și în anul 1837 a devenit Mare Ban.

## Biografie
Mihail Ghica a fost fiul Marelui ban Dimitrie (Dumitru) Ghica și al celei de a treia soții a acestuia, Elena Razu. A fost fratele a doi domnitori ai Țării Românești, Grigore al IV-lea Ghica (1822-1828) și Alexandru D. Ghica (1834-1842). S-a căsătorit după 1823 cu Catinca Faca și a avut ca descendenți pe Elena (Dora d'Istria), Matei (1828 - 1852), Gheorghe (1830-1896), Olga (1832-1867) căsătorită cu beizadea Grigore M. Sturdza  (fiul domnitorului Moldovei Mihail Sturdza), Vladimir (1833-1905) căsătorit cu Elisa Crețulescu și Sofia (1841-1864) căsătorită cu contele O. Rurke, așa cum rezultă din Arborele genealogic aflat în Anexele lucrării lui Ioan C. Filitti Sub domniile lui Grigore și Alexandru D. Ghica, a ocupat diverse funcții, ajungând Mare Ban și Vornic din Lăuntru (ministru de interne). În anul 1822 a dobândit rangul de postelnic, efor al spitalului Sf. Pantelimon.
În 1824 a fost numit de fratele său Grigore al IV-lea Ghica în funcția de mare vistier, în locul lui Barbu Văcărescu, iar în 1837 devine Mare Ban. Anastasie Iordache (op. cit., p. 124) menționează că Mihail Ghica era unul dintre cei mai stimați membri ai familiei sale, însă n-avea nici un talent pentru noua funcție de mare vistier. Mihail Ghica este înlocuit la vistierie în 1829 cu Alecu Filipescu-Vulpea („omul de încredere al Rusiei”- după Ion Ghica). „Era un boier cult pentru timpul său - scrie I. C. Filitti - dar din nenorocire și foarte cheltuitor. El a fost brațul drept al fratelui său în timpul domniei acestuia și asupra lui mai ales s-au aruncat toate învinuirile pentru greșelile lui Alexandru Vodă”.
Om cultivat, amator de literatură și pictură, arheolog, colecționar de obiecte de artă și antichități, numismat, din 1842 membru al Societății de istorie și Arheologie din Odesa a fost fondatorul Muzeului Național din București. Cu denumirea completă „Muzeul Național de Antichități”, acesta a fost înființat la 4 februarie 1834, în localul Colegiului Sf. Sava din București, prin donarea de către vornicul Mihail Ghica a colecției sale de antichități. A stat la baza actualului Muzeu Național de Istorie a României 
Dora d'Istria, vorbind despre tatăl său, Mihail Ghica, scria că adunase acasă în muzeul său, toate antichitățile ce putuse să sustragă de la nepăsarea țăranilor. Elias Regnault, în Principatele Dunărene, vorbește de spada lui  Carol XII, găsită la Târgoviște ce se păstra în acest muzeu , cu inscripția „Carolus XII Suecorum Rex.”
În anul 1836, banul Mihalache Ghica, însoțit de ruda sa prin alianță Vladimir de Blaremberg,„inginerul statului”, întreprind săpături arheologice la Caracal, descoperind un sarcofag de piatră și o „gropiște” (cuptor de cărămizi); la Slăveni-Romanați, cei doi însoțiți și de consulul  Franței, marchizul de Châteaugiron au descoperit un sanctuar subteran al zeului Mithra.
În colecțiile sale de antichități figurau și două inscripții pe plăci de fier, găsite în județul Romanați, din timpul împăraților Hadrian și Marcu Aureliu, prima datată din primele decenii ale celui de al doilea secol al erei creștine, pentru acordarea dreptului de căsătorie (connubium) unor soldați din cohortele ilirice.
În anul 1840 marele ban Mihail Ghica, atunci ministru al Trebilor dinlăuntru al Țării Românești dăruiește Academiei din Iași „o copie desinată înadins de vasurile de aur ce s-au aflat la anul 1838 în județul Săcuieni, celebra Cloșca cu pui de aur.
Mihail Ghica a întocmit primul catalog numismatic în limba română, intitulat Răgazurile mele sau desfătări numismatice (1834-1842).
Mihail Ghica i-a cerut lui Grigorie egumenul mănăstirii Sfântul Ioan din București să traducă din grecește Prescurtarea istoriei universale, pe care acesta făcând-o i-o dedică țn 1826. La sfârșitul volumului al patrulea a adăugat un capitol Dachia, unde expune în mod sumar cucerirea Daciei de către  romani și evenimentele de până la epoca migrațiilor.
În 1836, sub conducerea lui Mihail Ghica, a fost înființată „Societatea d-agricultură a Rumâniei”.
La 26 iulie 1839, în mahalaua Broșteni, în apropierea mănăstirii Radu Vodă, lângă Dâmbovița, a fost înființat „Spitalul de nașteri și moșit”, sub conducerea doctorului Josef Sporer, spital clădit de marele ban Mihail Ghica, fratele domnului, care i-a asigurat veniturile din prisosul averilor spitalului Pantelimon.
Solicitarea de a se încuviința înființarea unui nou „spital pentru femeile însărcinate” a fost adresată  Domnitorului Alexandru D. Ghica de către Mihail Ghica, împreună cu M. Racoviță și A. Ghica, într-un  „raport” publicat ca act oficial în Buletin. Gazetă oficială No. 24 din 8 aprilie 1838, pp. 90-91.[Buletinul a fost tipărit  cu caractere chirilice în tipografia lui I. Eliad din București]. Titlul acestui raport și un fragment semnificativ:
„M: Sale prea înălțatului nostru Domn, Eforia Spitalurilor, plecat raport”.
„...și fiind că eforia încă de când s'a întocmit unindu-se cu părerea D-lui marelui ban Mihail Ghica, ctitorul acestui spital [al spitalului Sf. Pantelimon] ca, cu prisosul din veniturile lui este mai de folos a se clădi un nou spital în Bucureșci pentru femeile însărcinate și pentru un curs de mămici, decât a se mări numărul paturilor, fiind orânduit acest spital pentru bolnavi pătimași de boale îndelungate, a și răportuit Ecselenții Sale fostului plenipotent General Kiselef, și Ecselenția sa găsind cu cale, a și slobozit ofiț cu No, 838, anul 1832, dechemvrie 27, spre a se aduce la îndeplinire când mijloacele vor erta...” În final: „Iscăliți, Mihail Ghica, M. Racoviță, A. Ghica, No 91, anul 1838, februarie 21.”
Așezământul „pentru femei sărace, la vremea facerii și lăuziei lor” a fost ridicat pe locul și în casele cumpărate încă din 1837 de vel banul Mihail Ghica, pe seama spitalului „în mahalaua Radul vodă, vopseaua de Albastru, din fața podului de căldărari și până în fundul grădinii, la gârlă, situat de la poarta cea mare din vale a mănăstirii Radu Vodă peste drum, și până în apa Dâmboviței”. La inaugurarea din 1839 a așa-numitului Spital de nașteri de pe lângă spitalul Pantelimon au fost emise medalii comemorative din aur, din argint și din aramă.  
În anul 1842, banul Mihail Ghica a oferit banii necesari tipăririi unui Manual  de anatomie descriptivă al doctorului Nicolae Kretzulescu. Acesta tradusese în 1842 lucrarea lui François-Emmanuel Fodéré, Manual pentru îngrijitorii și îngrijitoarele de bolnavi, pentru îngrijitoarele de femei lehuse, pentru moașe și pentru mume de familie îndeobște, tipărită la tipografia lui Eliade din București. Manualul avea următoarea prefață:
„Cinstitului domnului marelui ban Mihail Ghica, ministrul Trebilor dinnăuntru,
Domnul meu!
Primiți această traducție ce mi-ați făcut cinste a-mi încredința; am săvârșit această slabă lucrare cu cea mai mare plăcere, pătruns fiind și însumi de lipsa și trebuința unei asemenea cărți în limba românească, precum și de folosul ce poate aduce răspândirea ei...N. A. Krețulescul. Anul 1842 fevruarie în 28, București.”
Fiica sa, Elena Ghica, cunoscută sub pseudonimul Dora d'Istria, scriitoare, a fost prima femeie care a escaladat vârful Mönch (4105 m) din Alpii Elvețieni la 11 iunie 1855 și vârful Mont Blanc, la 1 iunie 1860.

## Colecții

### Artă
În ziarul Poporul, acolo unde era Nae Bassarabescu redactor, au apărut două articole nesemnate dar în care apar o serie de confidențe ce aparțineau pictorului Nicolae Grigorescu. În primul articol, autorul a vorbit despre colecția de artă a lui Mihalache Ghica. El a spus că această colecție în loc să conțină opere de Albrecht Dürer, Tiziano Vecellio, Jusepe de Ribera, Diego Velázquez, Teniers, Bellini, Salvator Rosa, Bourguignon, etc., așa cum pretindea colecționarul, era formată dintr-o grămadă de copii ordinare făcute în străinătate de „zugravi fără talent sau mai bine zis de meseriași”. Meseriașii  au copiat elemente  și figuri dintr-o pictură anume, suprimând sau adăugând pe altele din alte tablouri „vrând prin aceasta a-i da aspectul unei variante a artistului... pe urmă dându-i verniuri peste verniuri, mâzgălindu-le și afumându-le până ajungeau a părea ca și cum ar fi trecut secole peste dânsele”.
„Colecțiunea răposatului ban M. Ghica se însemnează mai ales sub aspectul deplorabil al pânzelor și în această privință am putea zice că ea posedă toate calitățile lucrului vechi, pentru că nu numai pânzele au trebuit să sufere maltratarea prin afumături și mânzălele din partea contrafăcătorilor, dar înecul Dâmboviței, părăsirea lor prin pivnițele somptuoasei case din alți timpi și alte maltratări prin agățarea pânzelor în câte un cui al caselor trântite unul peste altul, au mai ajutat o toană la învechirea lor...
... Șireții negustori pretind întotdeauna că tablourile lor sînt furate de prin marile colecții, cum de pildă acel portret al Mariei Tereza, fals bineînteles, dar oferit la București după Revoluția din 1848, despre care se șoptea că ar fi fost furat din Ungaria, ca și unele tablouri venețiene, care și ele intraseră în colecția lui Mihail Ghica”.
Autorul primului articol din ziarul Poporul a avertizat faptul că după Războiul franco-german vor sosi la București altă serie de falsuri salvate din Franța! Concluzia articolului era un sfat dat colecționarilor de artă prin care aceștia erau îndemnați  să nu achiziționeze lucrări ale unor autori consacrați, ci opere contemporane, astfel își vor înzeci profiturile și nu vor cădea în plasa comercianților. Ca urmare, Nicolae Vătămanu în cartea sa Odinioară în București publicată în anul 1974 a făcut apel la autoritățile române din acea vreme pentru realizarea unui studiu serios asupra operelor care au rămas prin muzeele din România cu proveniență din colecția lui Ghica.

### Manuscrise
Fiind colecționar și bibliofil, banul Mihail Ghica a manifestat  un interes deosebit pentru istoria românilor, în colecția sa figurând un manuscris copiat la 1792, care cuprinde: Istoria Țării Românești dintru început; Letopisețul cantacuzinesc atribuit lui Stoica Ludescu; Cronica brâncovenească sau Cronica anonimă a Țării Românești de la 1688 înainte. Banul aplicase pecetea sa pe mai multe file
Alte două volume manuscrise conțin copii de documente și însemnări de cronică privitoare la istoria Țării Românești (mai ales perioada 1821) în limbile română, greacă și franceză. Tot în colecția sa, Mihail Ghica a avut un manuscris miscelaneu cu cântece de stea, fragment din Psaltirea în versuri a mitropolitului Dosoftei,   rețete etc. Albume de gravuri poartă ex-librisul semnătură sau ștampilă al acestui bibliofil. Din colecția sa, acesta i-a dăruit lui Napoleon al III-lea un volum intitulat Tabulae honestae missionis

## Scrieri
- M.Ghica, Relațiǎ cătră obscésca Adunare, București, [ed.] Z. Carcalechi, 1836. Citată la p. 36 în: Dimitrie Iarcu, Bibliografia chronologica Română sau Catalogu generalu de cărțile române, imprimate de la adoptarea imprimeririi [sic] , dziumetate secolu... Edițiunea a doua, Bucuresci, Imprimeria Statului, 1873